# Florin Cârstea
Florin Cârstea (Bucarest, 13 settembre 1972) è un ex calciatore rumeno, di ruolo attaccante.

## Palmarès

### Club

#### Competizioni nazionali
- Coppa di Romania: 1

Rapid Bucarest: 1997-1998